# 史瓦帝尼觀察家報
《史瓦帝尼觀察家報》，舊稱史瓦濟蘭觀察家報，是在史瓦帝尼王國發行的報紙。於1981年創刊，為史瓦濟蘭主權財富基金Tibiyo Taka Ngwane 公司所有。2018年由於國家名從「史瓦濟蘭」改成「史瓦帝尼」，其也將報紙名由「史瓦濟蘭觀察家報」改成「史瓦帝尼觀察家報」。
估計每日的平均發行量為 8000份。

## 姊妹報紙
- 《周六觀察家報》

- 《週日觀察家報》

## 外部連結
- 史瓦帝尼觀察家報 （页面存档备份，存于）